# Mas de l'Estela
El Mas de l'Estela o Mas Estela és una masia de la Selva de Mar (Alt Empordà) inclosa a l'Inventari del Patrimoni Arquitectònic de Catalunya. Està al costat de la Casa del pastor del Mas de l'Estela.

## Arquitectura
Situat al sud del nucli urbà de la població de la Selva de mar, al mig de la vall de Sant Romà. S'hi accedeix per un camí que hi condueix directament.
Masia de grans dimensions que conforma un conjunt edificat força complex, amb sectors i elements de cronologia diversa, fruit de reformes i afegitons. El conjunt està format per tres grans cossos adossats, més altres construccions annexes. L'edifici principal és de planta rectangular, amb la coberta a dues aigües de teula i distribuït en planta baixa i pis. A l'extrem sud s'hi adossà un torricó defensiu de planta rectangular i dos pisos, amb la coberta de pavelló decorada amb trencadís. Presenta un parell d'espitlleres a cada parament i un gran contrafort adossat a la cantonada nord-est. Exteriorment es troba tota arrebossada. La façana principal es troba orientada a llevant, davant una àmplia lliça delimitada per una tanca de pedra. A la planta baixa destaca la portalada d'accés a l'interior, d'arc de mig punt adovellat amb carreus de pissarra, i una altra porta rectangular amb els brancals bastits amb carreus de pedra i la llinda plana, aquesta última a l'extrem sud. Al pis hi ha finestres d'arc rebaixat bastides amb maons i, al mig, una senzilla fornícula amb una campana instal·lada. La façana posterior presenta portes d'accés a l'interior al nivell del pis, donat el desnivell del terreny. Una d'aquestes obertures té la llinda monolítica, i a prop seu, hi ha un motiu inscrit al remolinat, en forma d'estrella. La façana de migdia és oberta al pati per mitjà d'una doble arcada de mig punt als baixos. A l'interior del mas, a la planta baixa, les estances estan cobertes amb voltes de canó i d'aresta bastides amb pedra i morter de calç. Al pis, a la sala principal, hi ha una gran fornícula decorada amb motllures de guix, pintades actualment de color vius.L'edifici principal fou ampliat envers el sud amb una altra construcció de planta rectangular, amb teulada a un sol vessant de teula i dos pisos d'alçada. La façana principal, oberta a llevant i amb sortida al pati davanter, presenta dues grans arcades de mig punt, bastides amb lloses de pedra disposades a sardinell. Al pis hi ha dos balcons rectangulars bastits amb carreus de pedra pissarra, on es pot llegir la inscripció GREGORI/BUSCATÓ/1802 i també una creu incisa, a les llindes. Per la banda sud se li adossa un altre petit edifici de planta rectangular, amb coberta a un sol vessant.
Completa el conjunt un forn de coure pa, adossat al nord-oest de l'edifici, un pou circular obert al nivell del sòl a l'interior de la lliça, un forn de terrisser bastit amb lloses i rebles de pissarra, lligades amb morter de calç, actualment força transformat, i a poca distància de les construccions envers el sud, un safareig rectangular que integra un pou dins la mateixa construcció.
Tota la construcció és bastida amb pedra de diverses mides, desbastada però sense crear filades, lligada amb morter de calç.
Separada d'aquest nucli, a llevant, hi ha la casa coneguda com la Cabanya o Casa del pastor.

## Història
El mas es troba en el punt més planer i assolellat de les terres baixes del paratge de Sant Romà, dit pels habitants del terme "Sant Arromà", deformació que ja es troba documentada el 1687 en la transcripció de la donació de l'any 974, del comte Gaufred d'Empúries a l'abadia de Sant Pere de Rodes que està localitzada a l'arxiu Parroquial de Cadaqués. A la l'esmentada donació Gaufred d'Empúries es reservava expressament el bosc de Sant Romà: " ... exceptus ipsa silva sive foreste de sancto Romano." (Marca Hispanica, c. 904). No fou fins al 1063 que els comtes Ponç i Adalaisa cediren aquest territori al monestir de Sant Pere amb motiu de l'ingrés de llur fill Pere a la comunitat monàstica.
Cal destacar que a l'edifici de migdia, a les obertures per sobre de la doble arcada de mig punt que s'hi troba als baixos, es poden apreciar unes llindes monolítiques calcàries que presenten la singularitat de tenir una inscripció unitària (és a dir, que es llegeix conjuntament en ambdues): "GREGORI / BUSCATÓ DIE 3 NOBE / 1802" (hi ha també una creu incisa). Aquesta data correspondria a l'ampliació de la masia amb aquest edifici.
De la mateixa manera a l'arrebossat del mur de la façana principal del cos original, apareixia una inscripció amb data de 1908, encara que avui dia quasi no es pot apreciar.
Després d'un període d'abandonament el mas ha estat reformat i torna a ser habitat en un dels paratges més característics del terme. Actualment és una explotació vinícola.